# St. Willibrord (Rindern)

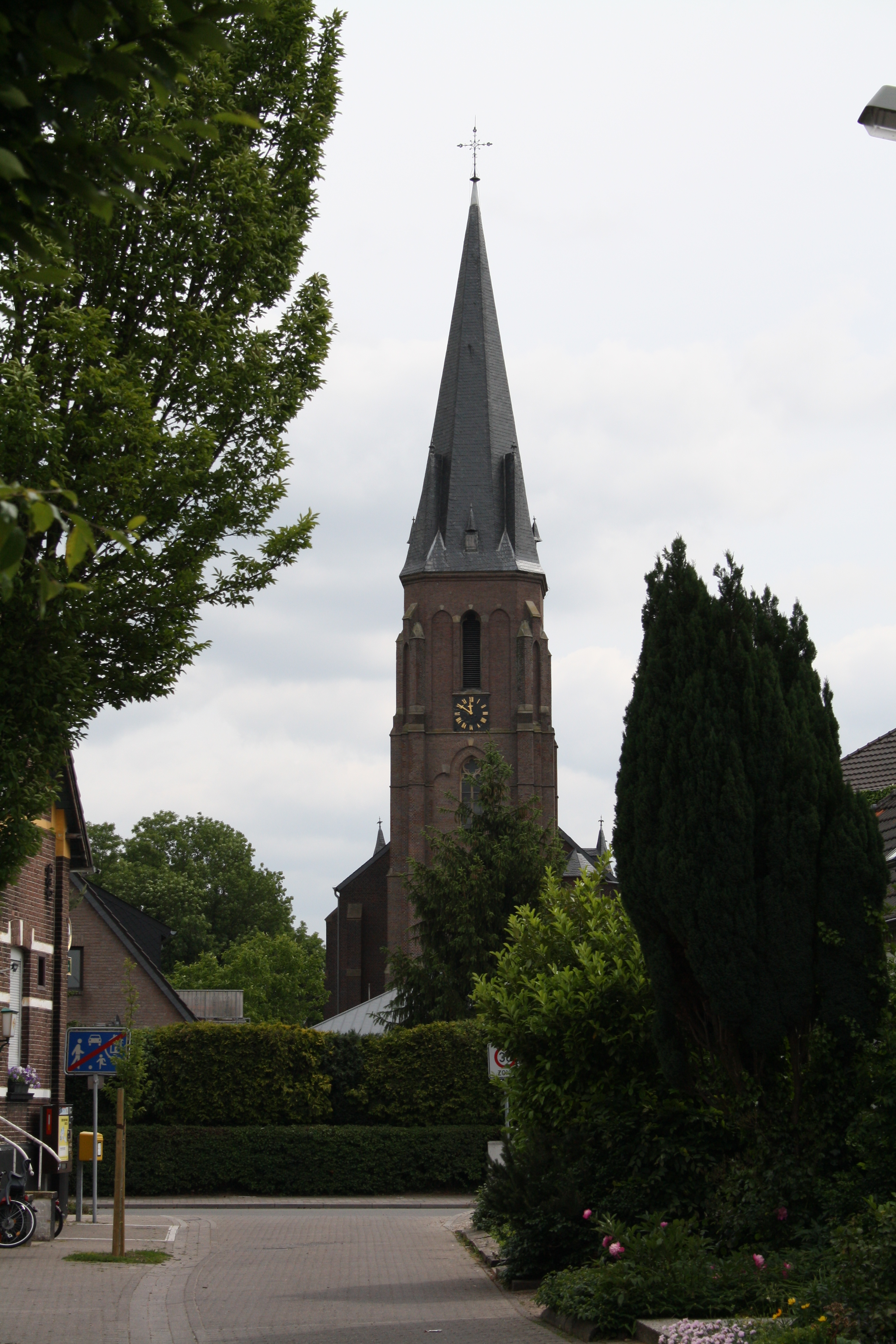
St. Willibrord in Rindern

Die römisch-katholische Pfarrkirche St. Willibrord ist eine dreischiffige, neogotische Hallenkirche in Rindern im Kreis Kleve. Die 720 erstmals urkundliche Kirche stand bis ins ausgehende 17. Jahrhundert unter dem Patronat des heiligen Petrus und Johann Baptist. Das Patrozinium wechselte zu Gunsten des heiligen Willibrord, der im 8. Jahrhundert als Kustos in der Kirche tätig gewesen sein soll.

## Baugeschichte
Die Kirche wurde vermutlich im 7. Jahrhundert als Eigenkirche des fränkischen Grafen Ebroin erbaut. Das ursprüngliche Gebäude wurde 1870 abgebrochen und 1871 als dreischiffiger Backsteinbau von dem Kirchenbaumeister Franz Pelzer neu errichtet. 1888 wurde der Westturm nach Plänen des Architekten Vincenz Statz vorgesetzt.
Bei den Abbrucharbeiten von 1880/1881 stießen die Arbeiter an der Nordseite der Kirche auf die Fundamente einer römischen Therme aus dem 2./3. Jahrhundert, die vermutlich zum Auxiliarkastell Harenatium (Kastell Kleve-Rindern) gehört hat. Bei Ausgrabungen 1980 wurden weitere hypokaustierte Gebäudereste gefunden, die vermutlich ebenfalls der Therme zuzuordnen sind.

## Ausstattung

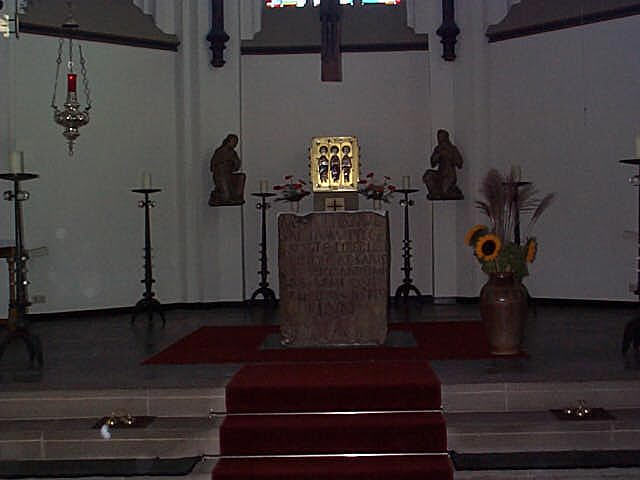
Römischer Mars-Camulus-Weihestein als Altar

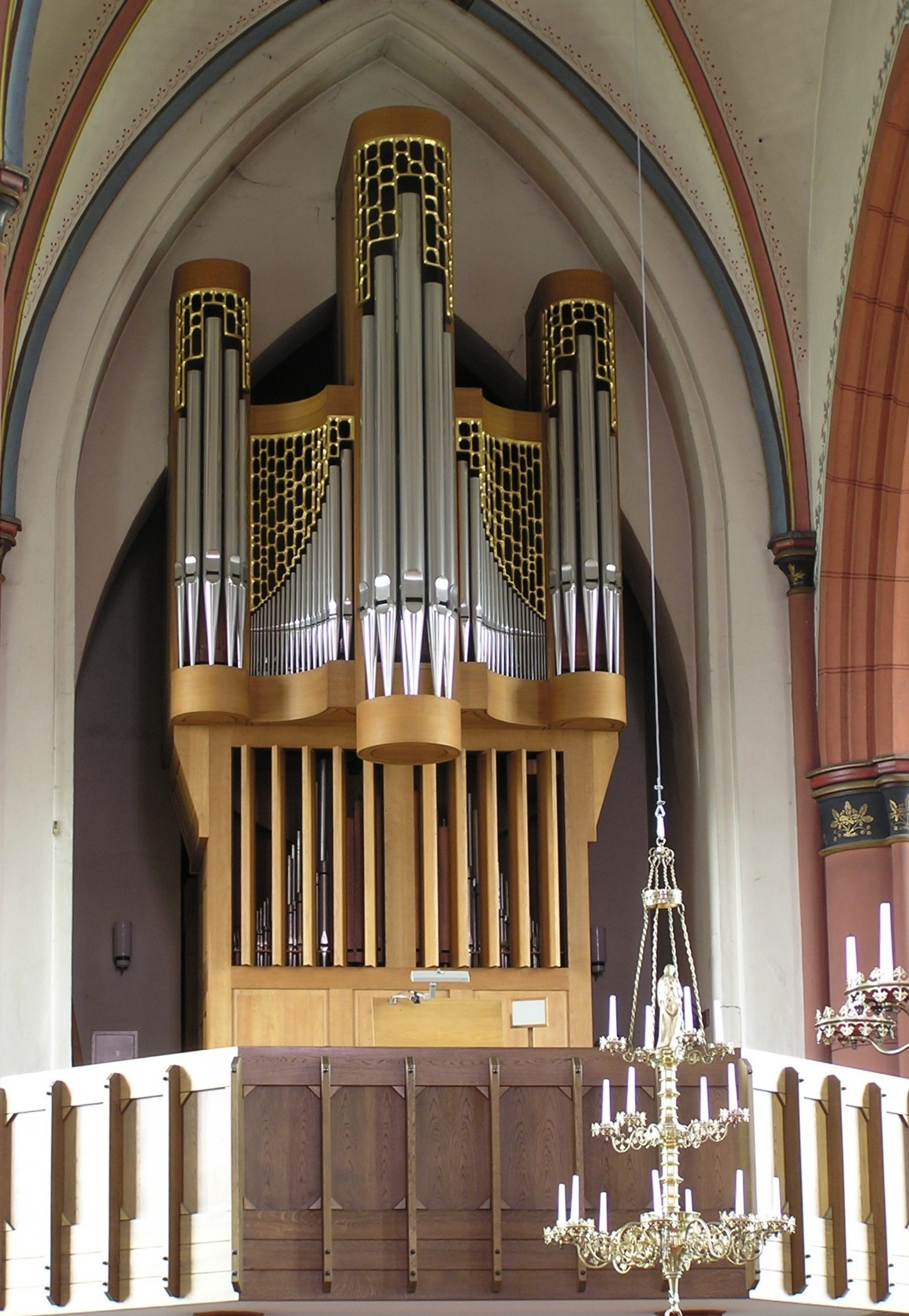
Orgelprospekt in St. Willibrord

Eine Anna-selbdritt-Holzskulptur wurde in der Werkstatt des Meisters von Elsloo im 16. Jahrhundert geschaffen. Über dem Altar ist ein in Bronze gegossenes Bronzekruzifix aufgehängt, das dem Werdener Kreuz aus dem Jahr 1060 nachempfunden ist.
Zur ursprünglichen Ausstattung gehörte ein römischer Weihaltar aus dem 1. Jahrhundert, der von den Remi an Mars Camulus gestiftet worden war. Der Weihaltar kam vermutlich im Mittelalter aus Xanten nach Rindern und wurde hier im Hochaltar verbaut. Nach dem Kirchenneubau kam der Mars-Camulus-Altar nach Kleve auf die Schwanenburg. Seit 1967 ist er erneut in St. Willibrord aufgestellt.

### Orgel
Die Orgel aus dem Jahre 1984 stammt aus der Orgelmanufaktur Klais (Bonn) und besitzt 25 Register verteilt auf 2 Manuale und Pedal.  Die Spieltrakturen sind mechanisch, die Registertrakturen elektrisch.
| I Hauptwerk C– |             |        |
| 1.             | Bourdon     | 16′    |
| 2.             | Principal   | 8′     |
| 3.             | Flöte       | 8′     |
| 4.             | Octave      | 4′     |
| 5.             | Rohrflöte   | 4′     |
| 6.             | Quinte      | 2 ⁄3′  |
| 7.             | Superoctave | 2′     |
| 8.             | Terz        | 1 3⁄5′ |
| 9.             | Mixtur V    | 2′     |
| 10.            | Trompete    | 8′     |

| II Schwellwerk C– |                |       |
| 11.               | Gedackt        | 8′    |
| 12.               | Gamba          | 8′    |
| 13.               | Principal      | 4′    |
| 14.               | Blockflöte     | 4′    |
| 15.               | Octave         | 2′    |
| 16.               | Quinte         | 1 ⁄3′ |
| 17.               | Sesquialter II | 2 ⁄3′ |
| 18.               | Scharff IV     |       |
| 19.               | Hautbois       | 8′    |
|                   | Tremulant      |       |

| Pedal C–f1 |                  |     |
| 20.        | Subbaß           | 16′ |
| 21.        | Holzoctave       | 8′  |
| 22.        | Baßflöte         | 8′  |
| 23.        | Tenoroctave      | 4′  |
| 24.        | Rauschpfeife III |     |
| 25.        | Posaune          | 16′ |

- Koppeln: II/I, I/P, II/P
- Spielhilfen: Freie Kombinationen